# 로맨스 바이 로맨스
《로맨스 바이 로맨스》는 2023년 개봉한 대한민국의 로맨스 코미디 영화로, 한성덕이 연출을 맡았다.

## 출연

### 주연
- 이은비 - 하윤 역
- 김진우 - 강진 역
- 차훈 - 태령 역